# LHS 3508
LHS 3508 è una stella situata nella costellazione del Telescopio che dista dal sistema solare 37,7 anni luce. La sua magnitudine apparente è 7,91 e si tratta di una nana arancione di classe spettrale K5V che ha appena il 6% della luminosità del Sole.
Ha una compagna a circa 18 secondi d'arco di distanza, di magnitudine 10.